# Fòrum (Internet)
|  | Per a altres significats, vegeu «Fòrum (desambiguació)». |

Un fòrum o fòrum de discussió a Internet és una eina de comunicació asíncrona en grup, coneguda també com a conferència electrònica. El funcionament és molt semblant al de les llistes de distribució o de correu electrònic, però en aquest cas, per a participar o llegir els missatges emesos per la resta del grup cal que l'usuari estigui connectat al servidor que gestiona el fòrum. Els missatges no es transfereixen directament a l'ordinador de l'usuari, com succeeix amb el correu electrònic, sinó que l'usuari treballa directament en l'aplicació de fòrum, accedint-hi mitjançant una clau d'accés.
La funció fonamental dels fòrums és que permet el debat i l'intercanvi d'opinions entre molts usuaris, encara que poden tenir altres possibilitats com per exemple servir per presentar-se i preguntar dubtes, facilitar la comunicació entre professors i alumnes en un curs virtual, anunciar canvis en jocs i pàgines web, o acumular enllaços recomanats sobre un tema.

## Fòrum de discussió
Es tracta d'una eina col·laborativa, similar a un tauler d'anuncis virtual, que permet que diferents persones es comuniquin i puguin parlar o debatre en línia sobre un o més temes. És un sistema en què la comunicació entre usuaris no es dona en temps real i els missatges se solen guardar durant un llarg període.
Normalment, el fòrum compta amb diferents fils o temes de discussió, cadascun relacionat amb una àrea de debat diferent, com ara la política, la ciència i la tecnologia, els esports, etc.
El primer dels missatges és el que determina el tema o fil de discussió inicial i, a partir d'aquest, s'inicia tota una sèrie de missatges que, de fet, són les respostes que els altres usuaris han anat adreçant per a aquest tema inicial.